# Свети Йоан Кръстител (Древено)
„Свети Йоан Кръстител“ (на македонска литературна норма: „Свети Јован Крстител“) е възрожденска православна църква в пробищипското село Древено, източната част на Република Македония. Част е от Брегалнишката епархия на Македонската православна църква – Охридска архиепископия.
Църквата е малка трикорабна сграда, зидана от кършен камък и хоросан с полукръгли сводове. Не е изписана, а иконите в нея са на Дичо Зограф. На иконостаса има малка икона на Възнесение Господне, датирана от Коста Балабанов в края на XVIII век.